# Patrick David Wall
Patrick David Wall (25 avril 1925 – 8 août 2001) est un neuroscientifique britannique décrit comme « le meilleur expert mondial de la douleur ». Il est surtout connu pour sa théorie du contrôle de la douleur.

## Jeunesse et études
Wall est né à Nottingham le 25 avril 1925. Il est le fils de Thomas Wall, le directeur de l'éducation de Middlesex, et de sa femme Ruth Cresswell. Il fait ses études à la St Paul's School de Londres. Il s'inscrit à l'université d'Oxford pour étudie la médecine à Christ Church, où il s'intéresse à la douleur. Il publie ses deux premiers articles dans les revues scientifiques de premier plan Brain et Nature à l'âge de 21 ans. Pendant son séjour à Oxford, il aide également à fonder le British Medical Students' Journal, en partie pour faire campagne pour l'introduction du NHS. Il obtient son diplôme en 1948, date à laquelle il a publié trois articles dans des revues scientifiques de premier plan. Après avoir obtenu son diplôme, il passe une courte période à soigner des survivants de la Shoah et des réfugiés en Europe continentale, puis part aux États-Unis où il occupe un poste d'instructeur à la Yale School of Medicine tout en étudiant l'utilisation des lobotomies comme méthode de contrôle de la dépression.

## Travaux aux États-Unis
Wall reste instructeur jusqu'en 1950, date à laquelle on lui propose un poste de professeur adjoint à l'université de Chicago. Il déménage à nouveau en 1953 pour servir comme instructeur à l'université Harvard, et de nouveau en 1957 pour travailler comme professeur associé au Massachusetts Institute of Technology. Il est promu professeur titulaire au MIT en 1960 et y rencontre Ronald Melzack, qui devient un collaborateur de longue date.
À la demande pressante de Melzack, les deux hommes écrivent un article sur la théorie du contrôle Gate de la douleur et le publient dans Brain en 1962 ; selon Wall, il est lu par environ trois personnes. Après avoir développé et réécrit l'article, ils le republient sous le titre Pain Mechanisms: a new theory dans Science en 1965 où il attire une plus grande attention, avec des réactions majoritairement négatives. L'article est examiné sous un nouveau jour après que Wall ait collaboré avec Bill Sweet pour produire le stimulateur nerveux électrique transcutané, développé dans le sens de la théorie. Le fonctionnement efficace de l'appareil valide l'article de Wall et Melzack, et Wall est reconnu en tant que neuroscientifique de premier plan.
En 1965, Wall publie TRIO - The Revolting Intellectuals' Organisation, un roman à suspense . En 1973, il est responsable de l'étude scientifique pour le lancement de l'Association internationale pour l'étude de la douleur et devient ensuite le premier rédacteur en chef de sa revue médicale, Pain.

## Retour en Grande-Bretagne
En 1967, il retourne en Grande-Bretagne, la CIA menaçant le financement de son groupe de recherche parce qu'il refuse d'en divulguer les affiliations politiques, et obtient un poste de professeur d'anatomie au University College de Londres sous la direction de JZ Young. Durant crtte période, il reçoit le surnom de « Mr Pat 
». Grâce à sa réputation, les laboratoires de l'UCL attirent un grand nombre d'étudiants et de chercheurs en neurosciences, et ses conférences sont bien accueillies par les étudiants et les autres professeurs,. En 1972, il se rend à Jérusalem, puis occupe une chaire à l'université hébraïque de Jérusalem, où il enseigne plusieurs mois par an,.
En 1982, il publie The Challenge of Pain avec Melzack, suivi d'une seconde collaboration un an plus tard avec The Textbook of Pain, qui en est actuellement[Quand ?] à sa sixième édition . Il est élu membre de la Royal Society of Physicians en 1984 et de la Royal Society en 1989. À ce stade de sa carrière, il a été à plusieurs reprises présélectionné pour un prix Nobel . Ses opinions de gauche et les ennemis qui les accompagnent sont une raison apparente de son élection tardive en tant que membre de la Royal Society, ainsi que la réticence de la société à élire des responsables médicaux,.
Il reçoit la médaille Sherrington de la Royal Society of Medicine en 1988 et en 1992, il est également élu membre de la Royal Society of Anesthesiologists. Il prend sa retraite la même année et poursuit ses recherches expérimentales à la St Thomas's Hospital Medical School. En 1999, il reçoit la médaille royale « en reconnaissance de ses contributions fondamentales à notre connaissance du système somatosensoriel et, en particulier, des mécanismes de la douleur ».

## Décès
En 1996, Wall apprend qu'il souffre d'un cancer de la prostate qui lui est diagnostiqué après qu'il s'est évanoui pendant des vacances à Cork. Après le traitement, il entre en rémission, qui dure cinq ans. Le cancer revient en 2001 et, après une opération rénale le 2 août, il sort de l'hôpital le 8 août pour pouvoir mourir chez lui. Il publie le livre Pain: The Science of Suffering alors qu'il lutte contre son cancer. Il lègue son corps à la science pour dissection médicale.

## Vie privée
Wall est marié trois fois : d'abord le 10 août 1950 à Betty Tucker, une artiste et poète dont il divorce en 1973, puis le 26 août 1976 à Vera Ronnen, une artiste de Jérusalem dont il divorce également, et enfin le 6 mai 1999 à Mary McLellan.